# Avranches
Avranches er en fransk kommune i Manche-departmentet i Normandie-regionen i det nordvestlige Frankrig. Indbyggerne kaldes Avranchains.

## Historie
I slutningen af romertiden havde bosættelsen Ingena, hovedstad for Abrincatui stammen , taget navn efter stammen selv. Dette var oprindelsen for navnet Avranches. I 511 var byen blevet sæde for et bispedømme (opløst i 1790).
I 933 blev Avranches og dets område, Avranchin, afstået til Normannerne.
Den 27. – 28. september 1172 blev der holdt et rådsmøde i Avranches på baggrund af af de vanskeligheder der var opstået indenfor den engelske kirke efter mordet på den engelsk-normanniske helgen Thomas Becket. Henrik 2. af England blev efter en passende bodshandling fritaget for straf som følge af mordet på den hellige prælat, og indgik kompromisset i Avranches med den romersk-katolske kirke og svor troskab til pave Alexander 3. via dennes udsendinge.
Byen blev beskadiget i såvel Hundredårskrigen som i de Franske religionskrige.
Gennembruddet ved Avranches under 2. Verdenskrig indledtes den 31. juli 1944 og blev anført af general George S. Patton. Det blev indledningen til det allierede udbrud fra brohovet, som var blevet skabt ved invasionen i Normaniet.

## Geografi
Avranches ligger i den sydlige ende af Cotentin halvøen på E40 mellem Saint-Lô og Bretagne og på jernbanelinjen mellem Lison (med forbindelse til Caen) og Dol (med forbindelse til Rennes).
Byen blev bygget på højtliggende terræn med udsigt over klitterne og kystengene ved bugten der udgør hjørnet mellem halvøerne Cotentin og Bretagne. Fra Avranches kan man se Mont Saint-Michel, som blev grundlagt af Sankt Aubert, der var biskop i Avranches i det 8. århundrede.

## Kultur
Et museum rummer en samling af manuskripter fra Mont Saint-Michel, som blev afleveret til stadsarkivet under den Franske revolution. Det er en af de største samlinger af illustrerede middelalderlige manuskripter i Frankrig, udenfor national- og universitetsbibliotekerne.
Hvor der tidligere lå den katedral, hvor Henrik 2. gjorde bod, ligger der et åbent græsklædt område Plate-Forme med udsigt over bugten mod Mont Saint Michel, der kun rummer få rester af den ødelagte kirke.
Den største kirke – Notre Dame des Champs – blev bygget i nygotisk stil i det 19. århundrede, for at genskabe det religiøse liv i byen efter ødelæggelsen af katedralen. En mindre kirke – Saint Gervais – rummer et skatkammer, bedst kendt for det der hævdes at være kraniet af Sankt Aubert komplet med det hul hvor ærkeenglen Michaels finger gennemborede det (formentlig et forhistorisk trepaneret kranium).
Den botaniske have blev etableret på et tidligere franciskaner kloster i slutningen af det 18. århundrede. Udvidelsen og indførelsen af eksotiske arter i det 19. århundrede og placeringen af haven med udsigt over bugten gjorde haven til en vigtig attraktion i byen.
Manoir de Brion et gammelt benediktinsk kloster fra Mont Saint Michel ligger i Dragey.

- Kirken
Notre-Dame-des-Champs
- Notre-Dame-des-Champs,
Stationer på korsets vej
- Saint-Gervais Basilika
- Saint-Gervais Basilika,
Sankt Auberts kranium

## Venskabsbyer
- Saint-Gaudens, Haute-Garonne, Frankrig, siden efteråret 1944, da byen Saint-Gaudens hjalp Avranches ved at sendte tøj og mad til byen.
- Korbach, Tyskland (Hessen) siden 1963
- Saint Helier, Jersey siden 1982
- Crediton, Devon, England siden 1993

## Byens kendte sønner
Avranches var fødested for:
- General Jean-Marie Valhubert, (1764 – 1805)
- Paul-Armand Challemel-Lacour, (1827 – 1896), statsmand
- Jean Luc Ponty (født1942), violinist and jazz komponist
- Samuel Le Bihan (født 1965), en filmskuespiller
- Hamon de Massey, Normannisk lord i baroniet Chester.